# Glantschach (Gemeinde Liebenfels)
Glantschach (slow. Glenče) ist eine Ortschaft in der Gemeinde Liebenfels im Bezirk Sankt Veit an der Glan in Kärnten (Österreich). Die Ortschaft hat 334 Einwohner (Stand 1. Jänner 2024). 
Glantschach war Hauptort der 1850 bis 1875 bestehenden Gemeinde Glantschach. In jenem Zeitraum verlief die Gemeindegrenze so durch den Ort, dass ein kleiner Teil des Ortes auch in der benachbarten Gemeinde Pulst als eigene Ortschaft geführt wurde. 

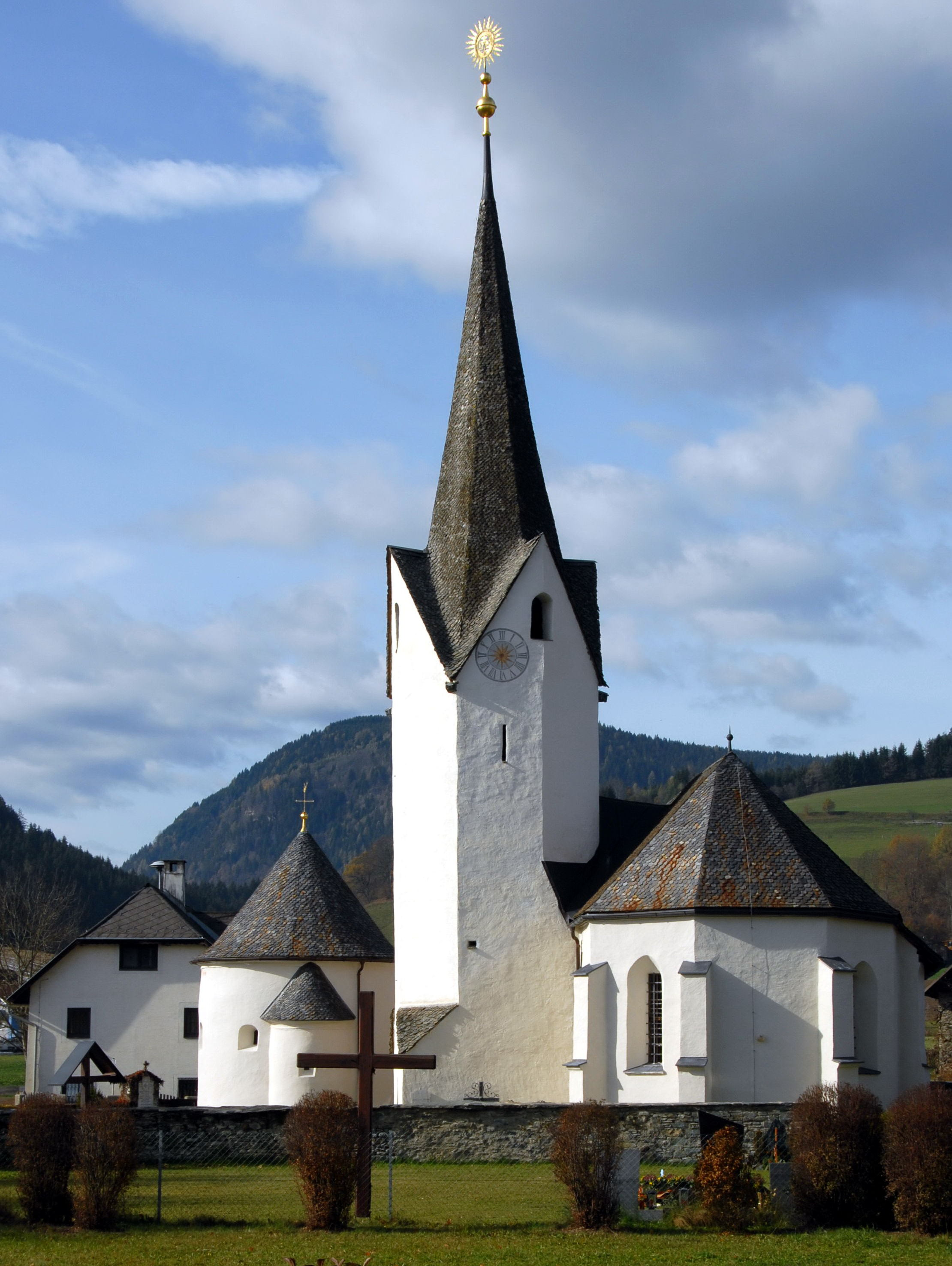
Pfarrkirche Glantschach

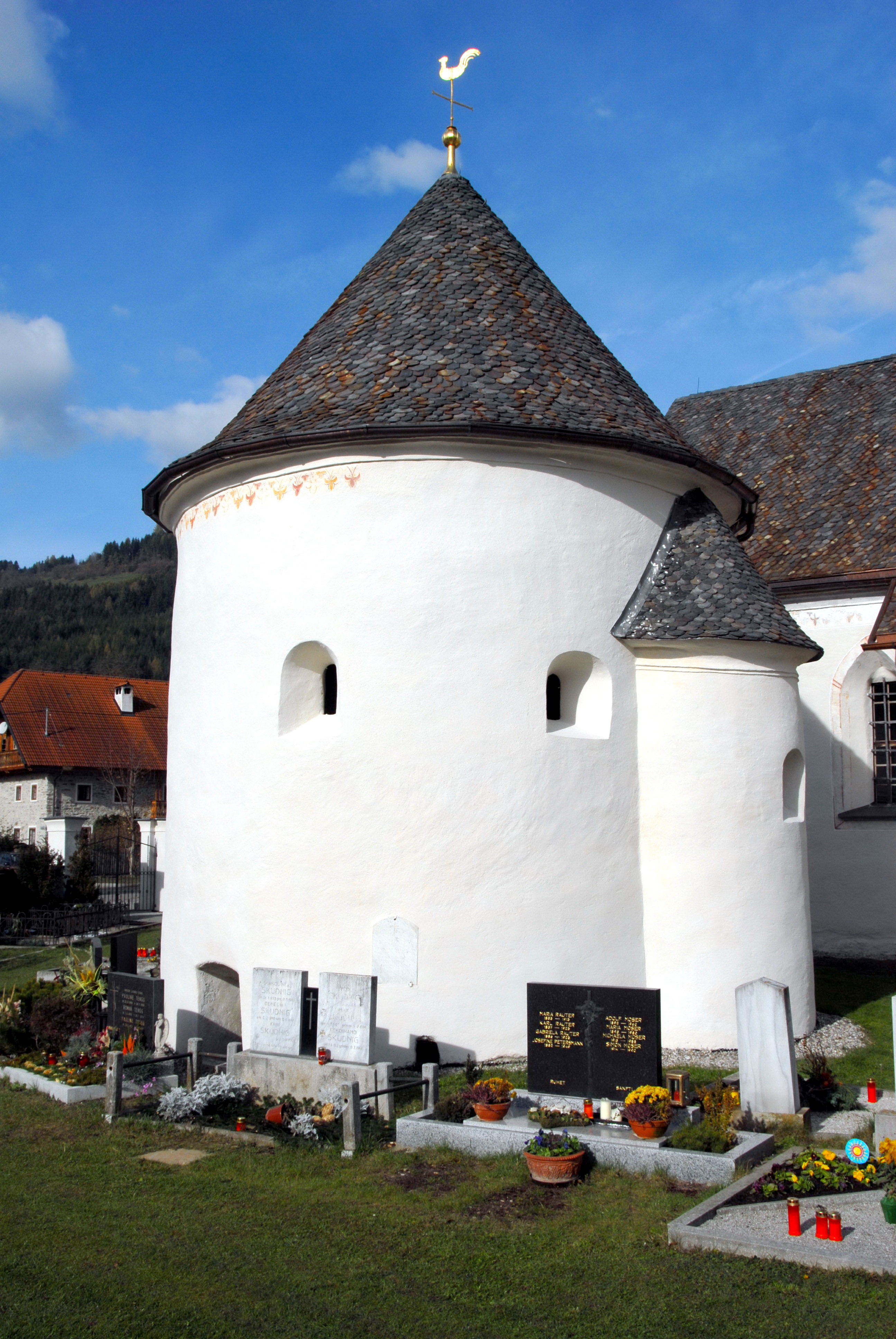
Friedhofskarner in Glantschach

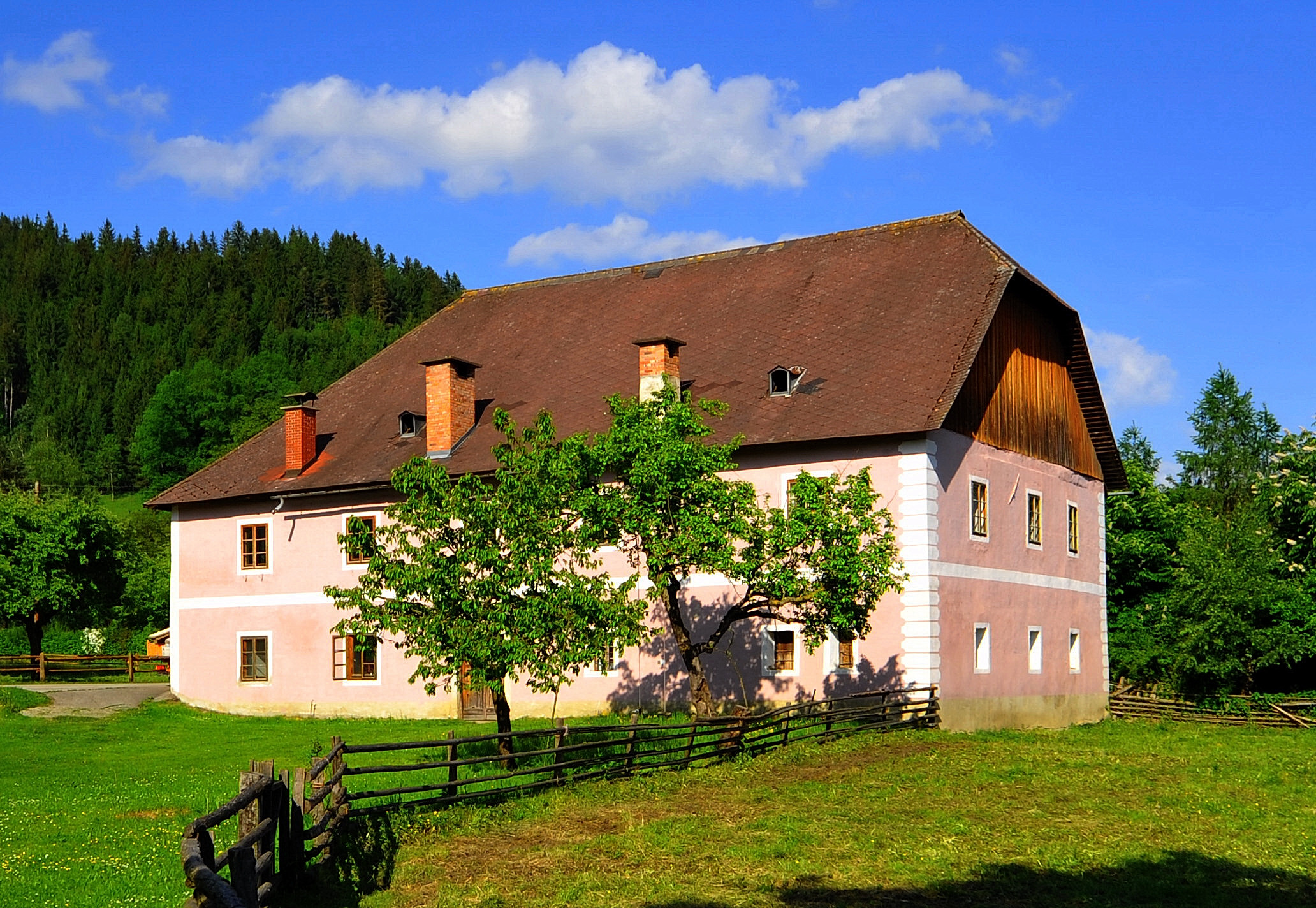
Messnerhaus

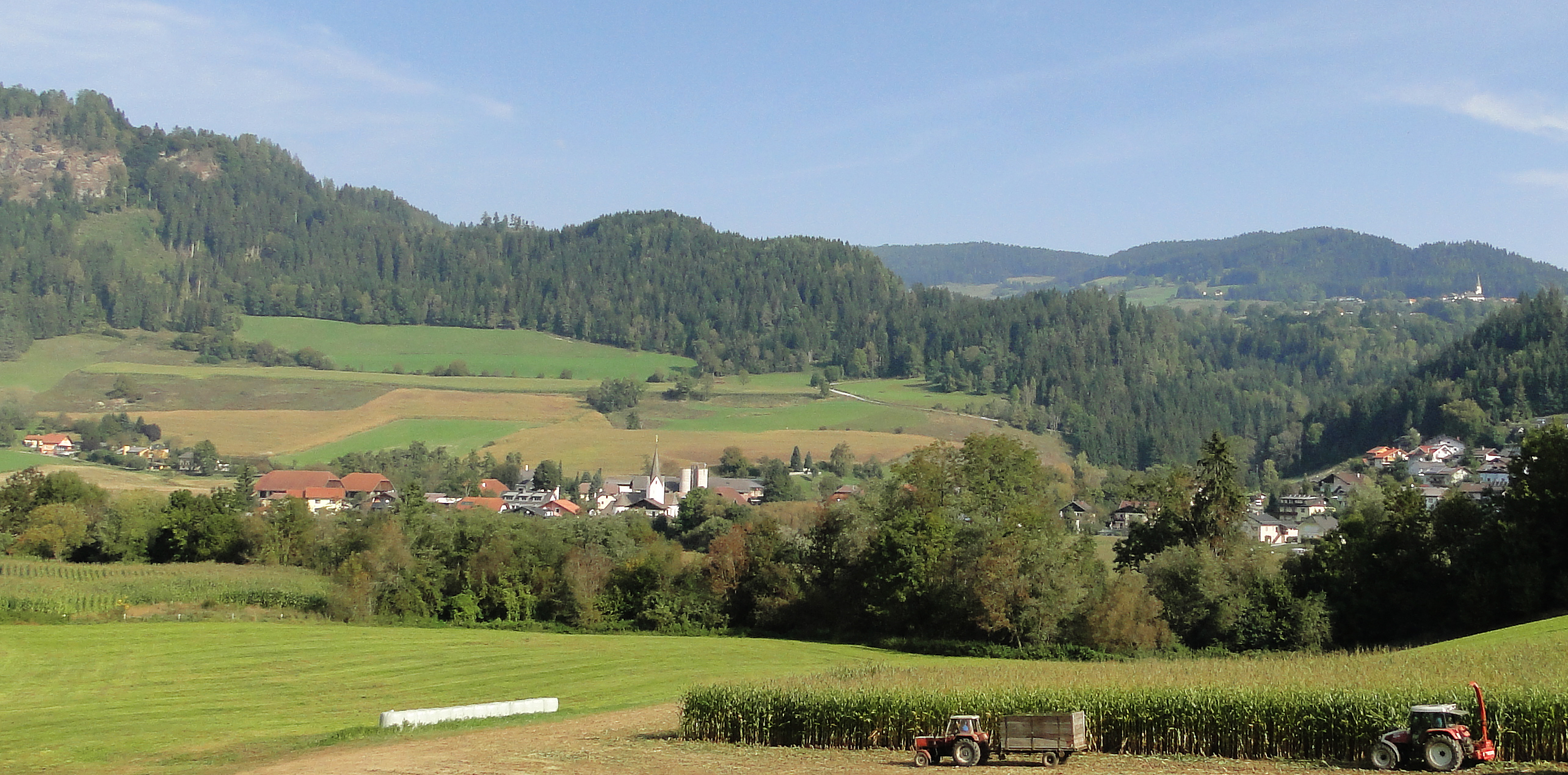
Gesamtansicht von Glantschach mit der Kath. Pfarrkirche hl. Andreas

## Name
Der Ortsname Glantschach hat nichts mit dem Fluss Glan zu tun, der etwa 2 km südlich des Ortes fließt. Vielmehr leitet sich der Name des 958 als Globzach erwähnten Ortes Glantschach von slowenisch Globozah ab, was „bei den Niederdorfern“ bedeutet und somit ein Gegenstück zum ehemaligen Weiler Grientschach bildete.

## Lage, Hofnamen
Das Haufendorf liegt auf der Talstufe nördlich über dem Glantal zwischen Sankt Veit an der Glan und Feldkirchen. Der Ortskern befindet sich auf dem Gebiet der Katastralgemeinde Glantschach, nördlich des Zusammenflusses von Liembergbach und Harter Bach. Einzelne Häuser im Süden liegen in der Katastralgemeinde Rottschaft Feistritz, und die erst in den letzten Jahrzehnten entstandene Siedlung Ottilienkogel, durch die die Ortschaft beträchtlich nach Osten gewachsen ist, liegt in der Katastralgemeinde Rosenbichl.
In der Ortschaft werden folgende Hofnamen geführt: Mulle (Nr. 5), Schmiedkeusche (Nr. 6), Graditzer (Nr. 9), Hansele (Nr. 10; auf der ÖK50 als Lampele bezeichnet), Eidert (Nr. 11), Tischlerkeusche (Nr. 13), Pritschbauer (Nr. 14) und Pritschmühle (Nr. 15).

## Geschichte
Im Jahr 958 wurde der Ort als Globzach erwähnt. In der ersten Hälfte des 19. Jahrhunderts gehörte der Ort zum Steuerbezirk Gradenegg.
Bei Gründung der Ortsgemeinden Mitte des 19. Jahrhunderts wurde Glantschach zum Hauptort der Gemeinde Glantschach; einige wenige Häuser am östlichen Rand des Ortes kamen jedoch zur Gemeinde Pulst. Ab 1875 gehörte der Ort Glantschach zur Gänze zur Gemeinde Pulst, seit 1958 gehört der Ort zur Gemeinde Liebenfels, die durch die Fusion der Gemeinden Liemberg, Hardegg und Pulst entstand.
In den letzten Jahrzehnten des 20. Jahrhunderts wuchs der Ort nach Osten hin um die Siedlung am Fuß des Ottilienkogels.

## Bevölkerungsentwicklung
Für die Ortschaft, einschließlich des Ortschaftsbestandteils Grientschach, zählte man folgende Einwohnerzahlen:
- 1869: 18 Häuser, 127 Einwohner

davon 15 Häuser, 123 Einwohner in der Gemeinde Glantschach, und 3 Häuser und 4 Einwohner in der Gemeinde Pulst
- 1880: 20 Häuser, 131 Einwohner[7]
- 1890: 20 Häuser, 150 Einwohner[8]
- 1900: 20 Häuser, 166 Einwohner[9]
- 1910: 23 Häuser, 161 Einwohner[10]
- 1923: 23 Häuser, 145 Einwohner[11]
- 1934: 135 Einwohner[12]
- 1961: 23 Häuser, 118 Einwohner[13]
- 2001: 102 Gebäude (davon 94 mit Hauptwohnsitz) mit 128 Wohnungen; 365 Einwohner und 5 Nebenwohnsitzfälle; 124 Haushalte; 11 Arbeitsstätten, 11 land- und forstwirtschaftliche Betriebe[14]
- 2011: 113 Gebäude, 368 Einwohner, 129 Haushalte, 8 Arbeitsstätten[15]
- 2021: 120 Gebäude, 345 Einwohner, 140 Haushalte, 25 Arbeitsstätten[16]

## Grientschach
Am Hang etwa 500 m nördlich des Ortskerns von Glantschach befand sich der Weiler Grientschach, dessen Bezeichnung sich von slowenisch Gorencah, „bei den Oberdorfern“, ableitete und somit ein Gegenstück zu Glantschach (bei den Niederdorfer) bildete.
1890 umfasste der Weiler noch 2 Häuser mit 16 Einwohnern, 1900 1 Haus mit 4 Einwohnern, 1910 2 Häuser mit 2 Einwohnern, und 1923 2 unbewohnte Häuser. Heute sind nur mehr spärliche Mauerreste des Weilers erkennbar.

## Pfarrkirche
In der Mitte des Dorfes gelegen, ist die Pfarrkirche dem heiligen Andreas geweiht und von einer Friedhofsmauer umgeben. Der ersten Kirchengründungsurkunde Kärntens zufolge wurde sie zwischen 958 und 991 erbaut und geweiht. Die Mauern dieses ersten Baus sind möglicherweise im Langhaus des heutigen Baues erhalten. Im Jahre 1998 erfolgte die Neueindeckung sämtlicher Dachflächen mit Steinplattln.

### Bauwerk
Spätgotischer Chor mit zweistufigen Strebepfeilern; hoher spätgotischer Sakristeiturm an der Chorsüdseite, ab dem zweiten Geschoß achteckig, Mauerscharten, achtseitiger Spitzhelm über vier Giebeln mit Segmentbogenarkatur, 18. Jahrhundert. Gemauerter Opfertisch in der Vorlaube. An der Süd-Fassade übermaltes Christophorus-Fresko. Rechts vom Eingang ein römerzeitliches Grabrelief mit der Darstellung eines Schreibers, ein römerzeitlicher Bauquader mit Rankenrelief an der linken Türwange des Sakristeieingangs. Beckiger Weihwasserkessel. Spätklassizistischer Pyramidengrabstein des Peter Kernmayr (gestorben 1843).

### Inneres
Im ursprünglich flach gedeckten Langhaus vierjochiges Kreuzgratgewölbe auf derben Wandpfeilern, 16./17. Jahrhundert. Holzempore mit rundem Orgelerker. Flachbogiger Triumphbogen. Der Chor ist einjochig und hat einen fünfachtel-Schluss, das Netzgratgewölbe wurde im 16. Jahrhundert angebracht. Die Fensteröffnungen sind barock verändert. Die Sakristei im Turmerdgeschoß ist tonnengewölbt.

### Einrichtung
Barocker Hochaltar bezeichnet 1745, mit qualitätvollen Schnitzfiguren der Heiligen Andreas, Petrus, Paulus, Katharina, Barbara, Valentin und Josef, Johann Pacher zugeschrieben. Von der gleichen Hand Konsolfigur Johannes Nepomuk, bezeichnet 1743. Volksaltar 1991. Zwei Seitenaltäre Ende 17. Jahrhundert, der linke bezeichnet 1691. Spätgotische Andreasfigur Ende 15. Jahrhundert. Frühklassizistische Vitrine mit geschnitzter Kalvarienberggruppe viertes Viertel 18. Jahrhundert, Zuschreibungen an den Tiroler Anton Huber wie an Reiter aus Friesach.

### Karner
Der romanische Rundbau des 12. Jahrhunderts mit Kegeldach liegt südlich der Kirche und weist im Osten eine Rundapsis mit kleinem Rundbogenfenster auf. Beinkammer im Untergeschoß. Patronierte Holzdecke (Rosettenmuster) 16. Jahrhundert Blockaltar. – In der Torlaibung eingemauert die römerzeitliche Grabinschrift für den Sklaven Nigrus, errichtet von seiner Gattin Sura. 1987 erfolgt die Adaptierung als Aufbahrungshalle.

### Ehemaliger Pfarrhof
Das Haus mit der „Nummer 1“ ist ein zweigeschoßiger Bau unter Walmdach und hat im Nordost-Bereich des ersten Obergeschoßes eine verschalte Holzständerkonstruktion mit offener Laube. Über dem West-Portal findet sich die Bezeichnung 1727, Architekturpolychrome aus der Erbauungszeit. Die Räume des Erdgeschoßes sind zum Teil gewölbt (Tonnen- und Kreuzgewölbe).

## Persönlichkeiten
- Wolfgang Petritz (1816–1892), Landwirt und Politiker
- Maximilian Rutter, geboren am 30. Jänner 1897 am Hof vulgo Pritschbauer (Standort des heutigen Hauses Glantschach Nr. 14), hingerichtet als Wehrdienstverweigerer (Zeuge Jehovas) am 17. Oktober 1940 in Berlin-Brandenburg
- Lienhart (Leonhard) Rutter, geboren am 23. Oktober 1899 am Hof vulgo Pritschbauer, getötet als Wehrdienstverweigerer (Zeuge Jehovas) am 11. Oktober 1944 im KZ Dachau